# Into the Wild
Into the Wild je 23. studiové album britské rockové skupiny Uriah Heep, vydané v Evropě dne 15. dubna 2011 a ve Spojených státech amerických dne 3. května téhož roku. Nahráno bylo od prosince 2010 do února 2011 ve studiu Liscombe Park Studio v Buckinghamshire a jeho producentem byl Mike Paxman, který se podílel i na několika dalších albech skupiny.

## Seznam skladeb
| Pořadí | Název                                            | Autor                 | Délka |
| ------ | ------------------------------------------------ | --------------------- | ----- |
| 1.     | Nail on the Head                                 | Mick Box, Phil Lanzon | 4:15  |
| 2.     | I Can See You                                    | Box, Lanzon           | 4:13  |
| 3.     | Into the Wild                                    | Box, Lanzon           | 4:20  |
| 4.     | Money Talk                                       | Lanzon                | 4:44  |
| 5.     | I'm Ready                                        | Box, Lanzon           | 4:14  |
| 6.     | Trail of Diamonds                                | Box, Lanzon           | 6:28  |
| 7.     | Southern Star                                    | Lanzon                | 4:26  |
| 8.     | Believe                                          | Box, Lanzon           | 5:09  |
| 9.     | Lost                                             | Trevor Bolder         | 4:51  |
| 10.    | T-Bird Angel                                     | Box, Lanzon           | 4:01  |
| 11.    | Kiss of Freedom                                  | Lanzon                | 6:13  |
| 12.    | Hard Way to Learn (bonus na japonské verzi alba) | Bolder                | 5:25  |

## Obsazení
- Mick Box – kytara, zpěv
- Trevor Bolder – baskytara, zpěv
- Bernie Shaw – sólový zpěv
- Phil Lanzon – klávesy, zpěv
- Russell Gilbrook – bicí, zpěv